# ふたたびの
「ふたたびの」は、1983年1月25日に発売された小林幸子の36枚目のシングル。また、同年10月21日にはテレサ・テンによるカバーシングルに、作曲者であるTAIこと泰英二郎による歌唱のシングルが存在する。

## 概要
- 小林は、1983年の第34回NHK紅白歌合戦で、本楽曲を歌唱した。
- テレサ・テンにとっては、トーラスレコード移籍後にリリースした初めてのシングルとなった。

## 収録曲

### 小林幸子盤
- 両楽曲共に、作詞：来生えつこ、編曲：馬飼野俊一

1. ふたたびの (4分28秒)
作曲：TAI
2. 忘れましょうか (3分38秒)
作曲：たきのえいじ

### テレサ・テン盤
1. ふたたびの (4分25秒)
作詞：来生えつこ、作曲：TAI、編曲：杉村俊博
2. 旅人（我問我自己） (4分2秒)
作詞：羽岡仁、作曲：三木たかし、編曲：渡辺茂樹

### 泰英二郎盤
- 両楽曲共に、作詞：来生えつこ、作曲：泰英二郎、編曲：竜崎孝路

1. ふたたびの (4分24秒)
2. 傘の下 (3分51秒)